# 沙拉島
沙拉島（英語：Charlat Island）是南極洲的島嶼，位於威廉群島的一部分，處於彼德曼島南端以西，由讓-巴蒂斯特·夏古率領的法國探險隊發現，現時由南極條約體系管理。